# 櫻井寬
櫻井寬（1954年—），日本攝影記者，日本寫真家協會、日本旅行作家協會會員。同時也是日本著名的鐵道旅行者。

## 經歷
櫻井寬生於長野縣小諸市。因為曾經立志進入日本國有鐵道而進入昭和鐵道高等學校就讀，之後畢業於日本大學藝術學院攝影學系。畢業後曾經在世界文化社攝影部門任職。1990年以後專任攝影師。
1993年時，櫻井寬只使用陸路和海路、不搭乘飛機的方式以88日環繞世界。

## 外部連結
- 新潮社介紹櫻井寬